# Ulica Opatowicka w Tarnowskich Górach
Ulica Opatowicka w Tarnowskich Górach – jedna z głównych ulic Tarnowskich Gór, łącząca centrum miasta z dzielnicami Stare Tarnowice i Opatowice. Ma status drogi gminnej klasy Z o numerze 270 173 S.

## Przebieg
Ulica Opatowicka odchodzi od ulicy Opolskiej na wysokości I Liceum Ogólnokształcącego im. Stefanii Sempołowskiej, a następnie biegnie w kierunku wschodnim wzdłuż budynków jednostki wojskowej (obecnie 5 Pułku Chemicznego, dawniej 11 Pułku Strzelców Konnych Cesarstwa Niemieckiego, następnie 3 Pułku Ułanów Śląskich). Po 750 metrach przecina drogę krajową nr 11 (obwodnicę miasta), następnie mija kościół Matki Boskiej Piekarskiej-Matki Sprawiedliwości i Miłości Społecznej, krzyżuje się z ulicą Litewską, a po 1800 metrach kończy swój bieg na skrzyżowaniu z ulicą Górnośląską. Kontynuacją ulicy Opatowickiej jest ulica Sielanka łącząca Tarnowskie Góry z Laryszowem.
Na ponadkilometrowym odcinku ulicy Opatowickiej między skrzyżowaniem z Obwodnicą a skrzyżowaniem z ul. Górnośląską przebiega granica między dzielnicami Stare Tarnowice i Opatowice; Stare Tarnowice znajdują się na południe od ulicy, zaś Opatowice – na północ.

## Historia

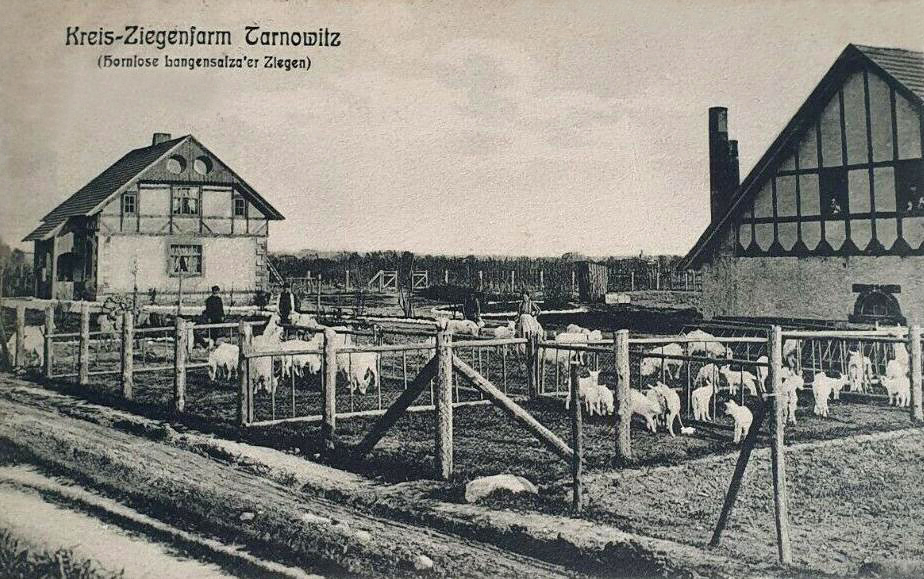
Zabudowania dawnej powiatowej fermy koziej przy ul. Opatowickiej. Pocztówka z 1906-1908

Droga łącząca Tarnowskie Góry z Laryszowem, której śladem biegnie obecna ulica Opatowicka (a także ul. Sielanka), pojawia się po raz pierwszy na mapach ziemi tarnogórskiej w XIX wieku, np. na mapie zalegania złóż kruczcowych w rejonie Tarnowskich Gór z 1884 roku.
Od 1913 roku przy ul. Opatowickiej (noszącej wówczas nazwę Opattowitzerweg) rozciągały się baraki dla żołnierzy i prowizoryczne stajnie należące do 11 Pułku Strzelców Konnych.
W grudniu 2014 roku na skrzyżowaniu ul. Opatowickiej z ul. Obwodnicą zamontowano sygnalizację świetlną.
Na mocy Uchwały Nr IX/116/2015 Rady Miejskiej w Tarnowskich Górach z dnia 24 czerwca 2015 roku w sprawie zmiany nazwy fragmentu drogi publicznej fragment ulicy Sielanki na odcinku od ulicy Litewskiej do ulicy Górnośląskiej przemianowano na ulicę Opatowicką, dzięki czemu ul. Opatowicka uległa wydłużeniu o około 400 metrów. Zmianę przeprowadzono celem zachowania ciągłości numeracji ulicy Opatowickiej oraz ułatwienia nadawania kolejnych numerów porządkowych nowo budowanym budynkom mieszkalnym.

## Obiekty

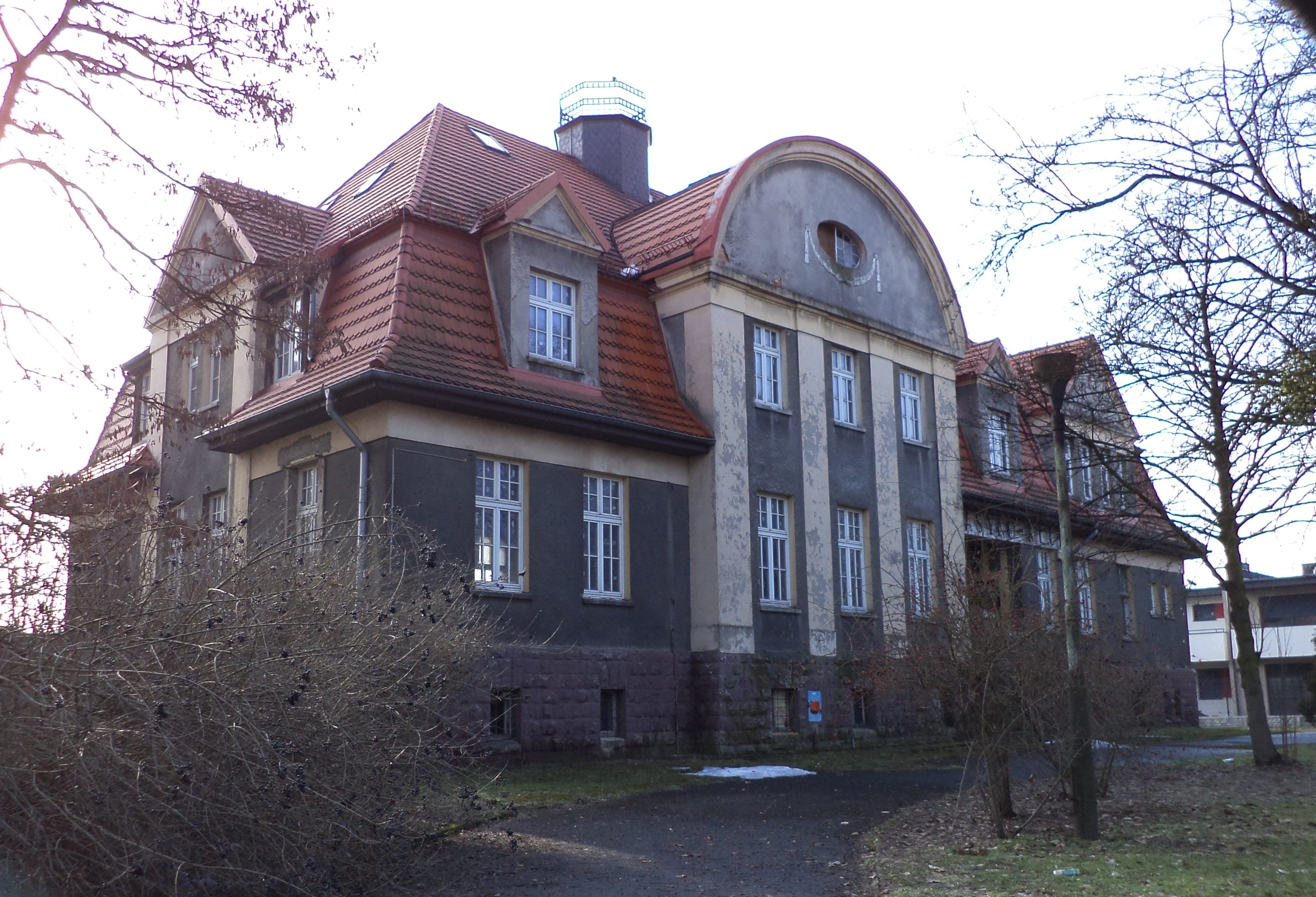
Budynek dawnego kasyna 11 Pułku Strzelców Konnych (2019)

Przy ulicy Opatowickiej brak jest obiektów wpisanych do rejestru zabytków, natomiast znajdują się przy niej 3 obiekty wpisane do Gminnej Ewidencji Zabytków:
- ul. Opatowicka 1 – budynek dawnego kasyna wojskowego z lat 1914–1915 (początkowo 11 Pułku Strzelców Konnych Cesarstwa Niemieckiego, a następnie 3 Pułku Ułanów Śląskich). Istniały plany wyremontowania budynku i jego adaptacji na pensjonat; jak dotąd niezrealizowane[11],
- ul. Opatowicka 27 – budynek gospodarczy z ok. 1880 roku, który w 1905 roku wszedł w skład zabudowań powiatowej fermy koziej, założonej z inicjatywy landrata Friedricha Ernsta von Schwerina[2][12],
- ufundowany przez Emmę Safian w 1896 roku[13] krzyż przydrożny stojący przy kościele Matki Boskiej Piekarskiej-Matki Sprawiedliwości i Miłości Społecznej.

Ponadto u zbiegu ulicy Opatowickiej i Opolskiej, obok I Liceum Ogólnokształcącego im. Stefani Sempołowskiej, stoi armata ZiS-3 w formie pomnika na postumencie kamiennym z napisem: Artylerzystom poległym w latach 1939–1945.
Przy ulicy Opatowickiej znajduje się również konsekrowany w 1996 roku przez biskupa gliwickiego Jana Wieczorka kościół Matki Boskiej Piekarskiej-Matki Sprawiedliwości i Miłości Społecznej (ul. Opatowicka 112) oraz zespół ogródków działkowych: ROD Wiarus – Sezam (ul. Saperów, wejście od ul. Opatowickiej 123) oraz ROD Lepsza Przyszłość (ul. Opatowicka 50).

## Komunikacja
Według stanu z grudnia 2022 roku ulicą Opatowicką kursują dwie linie autobusowe organizowane przez Zarząd Transportu Metropolitalnego:
- 712 (Tarnowskie Góry Dworzec – Stare Tarnowice Sielanka),
- 744 (Tarnowskie Góry Dworzec – Tarnowskie Góry Torowa – Tarnowskie Góry Dworzec).

Nie zatrzymują się one jednak przy tej ulicy, a najbliższe obsługiwane przystanki znajdują się przy ul. Opolskiej, ul. Strzelców Bytomskich i ul. Litewskiej.

## Mieszkalnictwo
Według danych Urzędu Stanu Cywilnego na dzień 31 grudnia 2022 roku przy ulicy Opatowickiej zameldowanych na pobyt stały było 127 osób.